# Amblycipitidae
Amblycipitidae là một họ cá da trơn, trong tiếng Anh còn gọi chung là torrent catfishes ("cá trê nước xiết"). Nó gồm bốn chi (Amblyceps, Liobagrus, Nahangbagrus, Xiurenbagrus), với khoảng 36 loài.

## Phân loại
Họ Amblycipitidae là một họ đơn ngành gồm bốn chi Amblyceps, Liobagrus, Nahangbagrus và Xiurenbagrus. Đây là họ cơ sở nhất trong liên họ Sisoroidea. Hai chi Amblyceps và Liobagrus gần gũi với nhau hơn là với Xiurenbagrus.

## Phân bố-môi trường sống
Các loài trong họ này sống trong suối nước ngọt chảy xiết ở miền nam-đông châu Á, từ Pakistan băng qua bắc Ấn Độ rồi đến Malaysia, Trung Quốc, Triều Tiên, Nhật Bản. Amblyceps có mặt chủ yếu ở Ấn Độ và bán đảo Mã Lai. Liobagrus cư ngụ lưu vực Trường Giang, Đài Loan, Nhật Bản, bán đảo Triều Tiên. Chi Xiurenbagrus chỉ phân bố trong lưu vực Châu Giang.